# Forradalmak és ellenforradalmak Magyarországon (1918–1920)
1918 és 1920 között a forradalmak és háborúk időszaka volt Magyarországon. Az Első Magyar Köztársaságot az 1918-as őszirózsás forradalom idején Károlyi Mihály alapította meg. 1919 márciusában a kommunisták megdöntötték a köztársaságot, és létrejött a Magyarországi Tanácsköztársaság. A megoldatlan konfliktusok 1919-ben háborúkhoz vezettek Magyarország és a szomszédos államok (Román Királyság, Szerb-Horvát-Szlovén Királyság és Csehszlovákia) között. A Tanácsköztársaság 1919. augusztusában megszűnt. Az 1920-as trianoni békeszerződés véget vetett a háborúnak Magyarországon.

## Háttér
A két háború közötti évek Közép-Európa ingatag légköre mellett az egykori Osztrák–Magyar Monarchia független kormányainak 1918. novemberi felállása az egykori birodalom területeinek visszaszerzéséért folytatott küzdelmet jelentette. Károlyi Mihály, a Magyar Népköztársaság miniszterelnöke azonban négy hónapon belül (1919. március 20-án) lemondott tisztségéről a Lenin által kiküldött bolsevikbarát Kun Béla javára, aki gyorsan magához ragadva a hatalmat létrehozta a Magyar Tanácsköztársaságot.

## Háborúk
A háború alatt a magyar Vörös Hadsereg külön-külön harcot vívott csehszlovákiai és román csapatokkal, miközben Franciaország diplomáciailag nagymértékben beleavatkozott a konfliktusokba.
Kun azzal az ígéretekkel fordult a magyarokhoz, hogy hatalomra kerülését követő egy héten belül visszaszerzi az ország elvesztett területeit, és hadat üzent Csehszlovákiának. Május 20-án a magyar csapatok megszállták Felvidéket, és heteken belül elfoglalták annak déli területeit. A magyar csapatok előrenyomulásával szemben a szövetségesek nyomást kezdtek gyakorolni a magyar kormányra. Franciaország garanciát adott, ha a magyar csapatok kivonulnak Csehszlovákiából, a román csapatok is visszavonulnak Tiszántúlról. Három héten belül Magyarország kivonulta nemrég kikiáltott Szlovák Tanácsköztársaságból, ahogy a megállapodás szólt, de a románok nem hagyták el Magyarországot, sőt bevonultak Budapestre is, és az egész Tiszántúlt, valamint a Duna-Tisza közét megszállás alatt tartották. A román csapatok egyik reggel teherautókkal jelentek meg a Nemzeti Galéria előtt, melyet ki akarták fosztani. Ezt egy francia tábornok akadályozta meg. 1920 márciusában vonultak ki Magyarországról. A románok elképesztő pusztítást végeztek. Kivittek az országból rengeteg árut, a magyar mozdonyokat, vonatokat, melyeket háborús jóvátételnek tekintettek.

## Fordítás
- Ez a szócikk részben vagy egészben  a   Revolutions and interventions in Hungary (1918–1920) című angol Wikipédia-szócikk fordításán alapul.  Az eredeti cikk szerkesztőit annak laptörténete sorolja fel. Ez a jelzés csupán a megfogalmazás eredetét és a szerzői jogokat jelzi, nem szolgál a cikkben szereplő információk forrásmegjelöléseként.